# 都柏林 (俄亥俄州)
都柏林（Dublin）是美國俄亥俄州橫跨富兰克林县、特拉華縣、猶尼昂縣三縣的一個城市，距哥倫布不遠。當地人口超過4萬，其中約80%是白人。
PGA巡迴賽之一的纪念日高球赛每年五月末或六月初在此地舉行，當地有許多高爾夫球場。此外都柏林愛爾蘭節也是當地盛會之一。

## 經濟

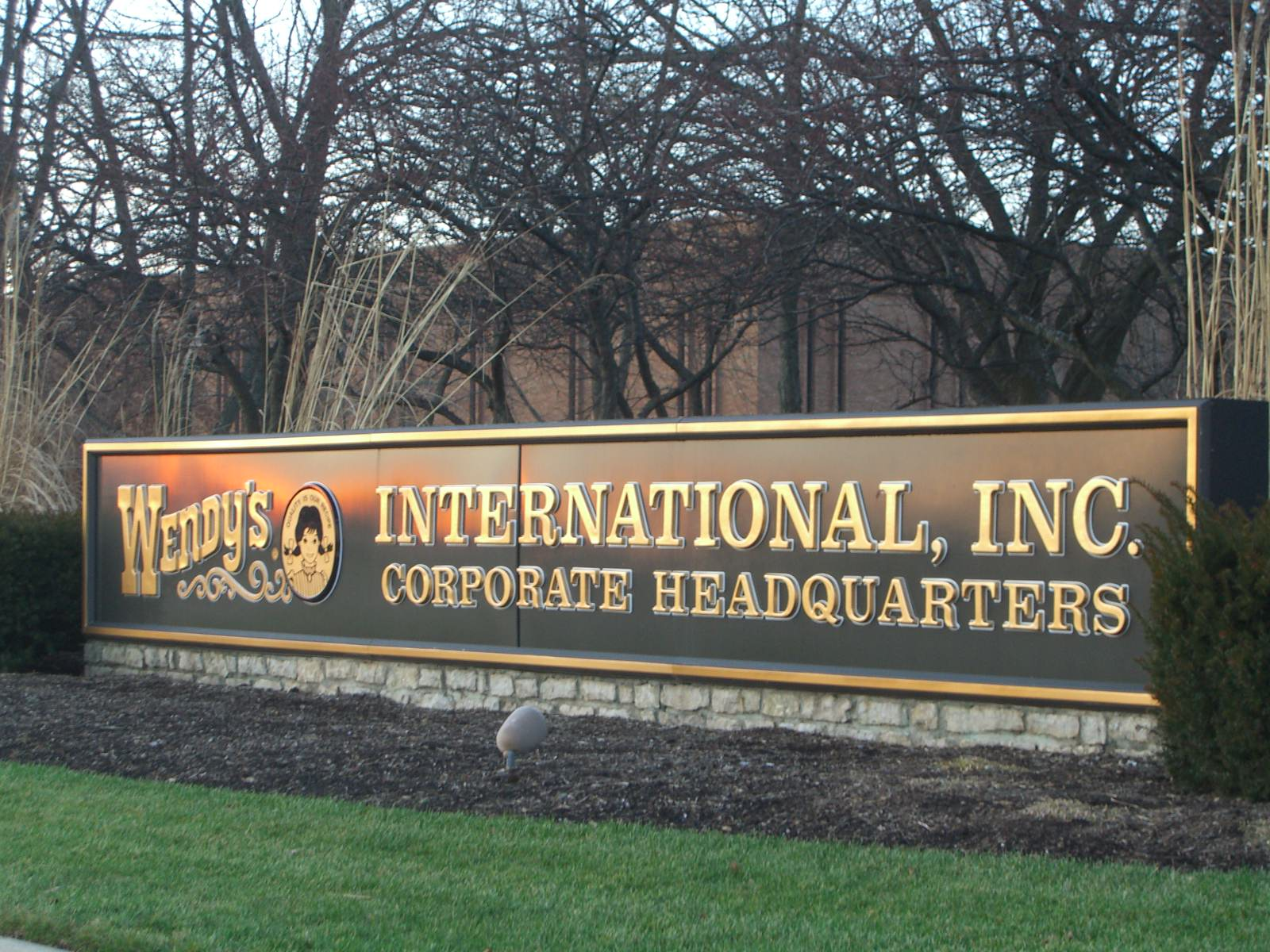
Wendy's總部

卡地纳健康、IGS能源、Stanley Steemer、Wendy's和聯機計算機圖書館中心的總部位於此地。在2014年3月31日被XPO物流收購前，Pacer International的總部也位於此地。

## 另見
- 都柏林核心

## 外部連接
- 官方網站 （页面存档备份，存于）
- Convention & Visitors Bureau （页面存档备份，存于）
- 中的“都柏林 (俄亥俄州)”